# نیروی هوایی بنین
نیروی هوایی بِنین ((به فرانسوی: Forces Aériennes du Benin))، به اختصار اف. ای. بی FAB شاخه خدمات هوایی نیروهای مسلح بنین است. پس از استقلال این کشور از فرانسه در سال ۱۹۶۰، این نیرو با نام نیروی هوایی داهومی بنیان‌گذاری شد. نیروی هوایی عمدتاً از طریق حمل و نقل و ارتباط از ارتش پشتیبانی می‌کند، همچنین خدمات جابه جایی‌های رئیس‌جمهور بر عهده این نیرو می‌باشد. این نیرو به شدت به کمک‌های مالی، در ابتدا از فرانسه و اخیراً از بلژیک متکی است. در طول عمر کوتاه مدت جمهوری خلق بنین، زمانی که این نیرو به عنوان نیروی هوایی خلق بنین شناخته می‌شد، هواگردهای ساخت شوروی برای نشان دادن تغییر وفاداری سیاسی، به خدمت این نیرو درآمدند. ناوگان عملیاتی فعلی از دو هواپیما تشکیل شده است.

## هواگردها

### ناوگان فعلی
| هواگرد                      | مبدا ساخت | ماموریت   | گونه      | تعداد در حال خدمت | توضیحات |        |
| ترابری                      | ترابری    | ترابری    | ترابری    | ترابری            | ترابری  | ترابری |
| --------------------------- | --------- | --------- | --------- | ----------------- | ------- | ------ |
| دی‌اچ‌سی-۶ توئین اوتر         | کانادا    | ترابری    | ۳۰۰       | ۱                 |         |        |
| بالگردها                    |           |           |           |                   |         |        |
| یوروکوپتر ای‌اس۳۵۰           | فرانسه    | چندمنظوره | اچ ۱۲۵ ام | ۲                 |         |        |
| یوروکوپتر ای‌اس۳۳۲ سوپر پوما | فرانسه    | چندمنظوره |           | ۳                 |         |        |

هواگردهای بازنشسته شده:

- دورنیه دو ۲۸- آلمان غربی
- بل ۴۷ جی- ایالات متحده آمریکا
- فوکر اف۲۸ فلوشیپ- هلند
- فوکر اف۲۷ سری۶۰۰- هلند
- بوئینگ ۷۰۷- ایالات متحده آمریکا
- راکولایرکماندر ۵۰۰- ایالات متحده آمریکا
- آنتونوف ای‌ان-۲۶- اتحاد جماهیر شوروی
- آنتونوف ای‌ان-۲- اتحاد جماهیر شوروی
- بروشارد هاستل- فرانسه
- داگلاس سی-۴۷ اسکای‌ترین- ایالات متحده آمریکا
- سسنا اسکای‌مستر- ایالات متحده آمریکا
- آئروسپاسیال کوروت- فرانسه
- آئروسپاسیال آلوئت ۲- فرانسه